# Платов, Иван Матвеевич Второй
Граф (с 1812) Иван Матвеевич Платов Второй (1795 — 7 октября 1874, Новочеркасск) — один из сыновей атамана М. И. Платова, русский казачий офицер, герой Отечественной войны 1812 года, полковник (1820),  коннозаводчик и крупный землевладелец, благотворитель. 

## Биография
Сын атамана, графа (с 1812 года) Матвея Ивановича Платова и его второй жены, Марфы Дмитриевны Мартыновой, в первом браке Кирсановой (ок. 1760 — 1813). Имел старшего сводного брата, также Ивана Матвеевича Платова (1777—1806), для отличия от которого именуется Вторым. 
Поступил на службу рядовым казаком в 1808 году (в 13 лет) и в дальнейшем служил в Атаманском казачьем полку. Участвовал в Русско-турецкой войне 1806—1812 годов (с 1809 года — хорунжий). Участвовал во взятии города Бабадага, в штурме крепостей Гирсов и Кавтенжи. В 1811 году (в 16 лет) был повышен до сотника, а в феврале 1812 года — до есаула.
В ходе Отечественной войны 1812 года 17-летний сотник Платов сражался под Гродно, под Миром, под Смоленском, Дорогобужем, при Бородине (рейд конницы Уварова и М. И. Платова в тыл французской армии). При отступлении Наполеона из Москвы сражался при Малоярославце, а при возвращении французов на Смоленскую дорогу деятельно участвовал в преследовании отступающих до Березины и дальше до Немана. В январе 1813 года участвовал в осаде крепости Данциг. В конце января был произведён в войсковые старшины и послан отцом на Дон, где незадолго до того скончалась его мать. 
Только в 1815 году снова участвовал в составе Атаманского полка в походе во Францию, однако события Ста дней закончились раньше, чем русские войска успели достичь французской границы. Во Франции королём Людовиком XVIII был награждён орденом Почётного легиона. 
В 1816 году был произведён в подполковники, однако, спустя некоторое время, находясь на Дону, был тяжело ранен в результате несчастного случая на охоте и в 1820 году вышел в отставку с чином полковника. К этому времени унаследовал от отца, умершего в 1818 году, огромное состояние.  
Следующие 50 с лишним лет проживал на Дону как частное лицо. Был известен, как крупный благотворитель с «особым, казачьим оттенком»: а именно, помогал малоимущим казакам с покупкой снаряжения для поступления на службу (по закону, своё снаряжение казаки, в отличие от солдат регулярных войск, должны были приобретать самостоятельно); ежегодно даром раздавал 50-60 коней со своего конного завода малоимущим казакам для тех же целей (кони также должны были приобретаться за свой счёт).
Помимо этого, подарил свою загородную усадьбу Донской епархии с тем, чтобы в ней была устроена резиденция для летнего отдыха донских архиереев. 
Скончался в 1874 году в Новочеркасске.